# Hirth Motoren
Hirth Engines GmbH  är en tysk flygmotorfabrik grundad av Hellmuth Hirth.

## Historik

### Helmut Hirth och Hirth Motoren
Företaget grundades av Hellmuth Hirth som Versuchsbau Hellmuth Hirth.  Den första kommersiella motorn, den 4-cylindriga in-line HM 60, kördes först i juni 1923 och såldes från och med nästa år. Dess kvalitet var extremt hög och det utgjorde grunden för verksamheten.
Företaget döptes om till Leichtmetall-Werke GmbH, Elektronmetall GmbH och separerades så småningom från tillverkningen av flygmotorer för att bilda Mahle GmbH som en tillverkare av lätta legeringsmotorkomponenter, specifikt magnesiumlegeringen Elektron, inklusive delar till flygplansmotorer.
1931 döpte Hirth om den kraftigt utökade flygmotorbranschen till Hirth Motoren GmbH. En uppgradering i form av HM 60R förbättrade effektiviteten och följdes av 6-, 8- och 12-cylindriga versioner baserade på samma grundläggande design.  Under det följande decenniet blev Hirth en av Tysklands ledande flygmotortillverkare. 

### Heinkel-Hirth
Efter att Hirth omkommit i samband med ett flyghaveri 1938 i Karlsbad nationaliserade Reichsluftfahrtministerium bolaget. 1941 slog man samman företaget med Ernst Heinkel Flugzeugwerke A.G och företaget bytte namn till Heinkel-Hirth. Det nya bolaget fortsatte tillverkningen av Hirth-motorer, och i företagets verkstadsanläggningar arbetade Hans von Ohain med framtagandet av världens förstajetmotor, Heinkel He 178.

### Gobler-Hirth och UMS Skeldar
Efter andra världskriget löstes banden mellan Heinkel och Hirth upp och man var åter ett självständigt bolag. Eftersom fredsvillkoren förbjöd tillverkning av flygplan i Tyskland efter kriget, tvingades företaget hitta på nya produkter. Man utvecklade och tillverkade små fasta motorer som drev maskiner och motorer för snövesslor. I slutet på 1950-talet lyftes förbudet mot flygplanstillverkning och Hirth såg en möjlighet att komma in på marknaden igen. 1965 inleddes leveranserna av flygmotorer, men på grund av kostnaderna att flygcertifiera motorerna kom företaget i likvidationsproblem. Under 1974 tvingades man ansöka om ackord. Företaget köptes upp av Hans Göbler som inledde en tillverkning av lätta tvåtakts motorer för motorsegelflygplan och ultralätta flygplan. Företaget Göbler-Hirthmotoren GmbH är i dag lokaliserat till Benningen am Neckar Tyskland.
2018 togs Gobler-Hirth över av UMS Skeldar, ett joint venture mellan det svenska flygföretaget Saab AB och schweiziska drönartillverkaren UMS Aero Group där UMS äger en majoritetsandel.  Företaget döptes om till Hirth Engines GmbH. Skeldar-serien av UAV, som ursprungligen utvecklades av Saab, har introducerat Hirths kolvmotorer för tunga bränslen på marknaden, tillsammans med deras etablerade bensindrivna produkter.

## Kolvmotorer
- Hirth HM 60 - 4-cylindrig luftkyld inverterad radmotor
- Hirth HM 504 - 4-cylindrig luftkyld inverterad radmotor, 105 hp
- Hirth HM 506 - 6-cylindrig luftkyld inverterad radmotor, 165 hp
- Hirth HM 508 - 8-cylindrig luftkyld inverterad V-motor, 280 hp
- Hirth HM 512 - 12-cylindrig luftkyld inverterad V-motor, 400 hp

## Turbinmotorer
- Heinkel-Hirth HeS 001 - första fungerande jet motorn
- Heinkel-Hirth HeS 003 - första fungerande jet motorn som användes under flygutprovning
- Heinkel-Hirth HeS 30 - konstruktionsmodell som avbröts på grund av andra jetmotorprojekt i Tyskland
- Heinkel-Hirth HeS 40
- Heinkel-Hirth HeS 50 - motor framtagen för långa flygsträckor
- Heinkel-Hirth HeS 60 - HeS 50 med en extra turbin
- Heinkel-Hirth HeS 011 - försöksmodell